# Emma Chervet
Emma Chervet (Cluses, 31 dicembre 2003) è una saltatrice con gli sci francese.

## Biografia
Sorella gemella di Jules, a sua volta saltatore con gli sci, e attiva dal settembre del 2020, la Chervet ha esordito ai Campionati mondiali a Planica 2023, dove si è classificata 7ª nella gara a squadre, e in Coppa del Mondo il 30 dicembre 2023 a Garmisch-Partenkirchen (33ª); ai Mondiali di Trondheim 2025 si è piazzata 25ª nel trampolino normale, 39ª nel trampolino lungo e 9ª nella gara a squadre mista. Non ha preso parte a rassegne olimpiche.

## Palmarès

### Coppa del Mondo
- Miglior piazzamento in classifica generale: 47ª nel 2024